# Zhu Xi
Zhu Xi, zwany także Zhu Yuanhui, 朱元晦 (ur. 18 października 1130, zm. 23 kwietnia 1200) – chiński filozof z okresu dynastii Song, uważany za głównego przedstawiciela neokonfucjanizmu.
Zhu Xi rozwinął idealistyczne poglądy braci Cheng Hao i Cheng Yi. W przeciwieństwie do przedstawicieli klasycznego konfucjanizmu zajmował się metafizyką, którą charakteryzuje dualizm li-qi (formy i materii) oraz zasada taiji (Najwyższej Jedności) rządząca światem. Stworzył w tej dziedzinie własny zespół poglądów, który wzbogacił elementami zaczerpniętymi z etycznych i politycznych nauk Konfucjusza.
Zhu Xi twierdził, że opisywane przez wcześniejszych filozofów Najwyższa Jedność (taiji) i Zasada (li) stanowią w istocie wieczną i niezmienną Jedność, zawierającą w sobie wszystkie jednostkowe zasady. Fizyczną formą świata, źródłem zmienności i różnorodności oraz dobra i zła jest siła materialna qi. Obie siły stanowią nierozerwalną część natury Wszechświata oraz człowieka. W umyśle ludzkim siła materialna przejawia się w emocjach i pragnieniach, zaś Zasada jest nierozerwalnie związania z wiedzą i najwyższą z cnót – humanitarnością. 
Jego najważniejszym osiągnięciem są badania nad Czteroksięgiem konfucjańskim i autorstwo nowych komentarzy do niego. Komentarze Zhu Xi za czasów dynastii Yuan i następnych stały się częścią oficjalnej wykładni doktryny konfucjańskiej i podstawą programową egzaminów na stopnie urzędnicze między XIV a XX w. Poglądy Zhu Xi stały się też oficjalną doktryną w Japonii i Korei, gdzie w okresie dynastii Joseon również były podstawą egazminacyjną.
Zhu Xi był też uznanym kaligrafem, ale większość jego prac zaginęła.